# Franz Rudolf Thomanek
Franz Rudolf Thomanek (* 17. Juli 1913 in Wien; † 21. November 1990 in Schrobenhausen) war ein österreichischer Ingenieur und Physiker, der durch seine Arbeit an Hohlladungsgefechtsköpfen bekannt wurde.

## Leben und Wirken
Thomanek war früh an neuen technischen Entwicklungen interessiert. So war er 1931 Mitbegründer der Österreichischen Gesellschaft für Raketentechnik. In diesem Jahr begann er sein Studium der Technischen Physik an der Technischen Hochschule Wien. Sein Interesse galt auch militärtechnischen Themen.
In der Zwischenkriegszeit verschob sich der technische Vorteil zwischen Panzern und Panzerabwehrwaffen in Richtung Panzer und die Infanterie suchte händeringend geeignete Abwehrwaffen. 1932 entwarf Thomanek ein 70-mm-Tankgewehr mit Hohlladungsmunition, allerdings ohne den noch unbekannten Effekt der Auskleidung der Hohlladung zu berücksichtigen. Bisher hatte man sich bei der Panzerabwehr auf Wuchtgeschosse konzentriert, deren Wirkung auf hoher kinetischer Energie beruhte. Thomanek legte seinen Entwurf dem Bundesheer vor, dieses hatte jedoch kein Interesse. Nach verschiedenen Anläufen gelang es Thomanek mithilfe seines Freundes Hellmuth von Huttern, der Kontakte zu einem kleinen deutschen Sprengstoffhersteller hatte, einen Prototyp zu bauen. Das Tankgewehr TG 70/M34 war die erste Waffe, die den Effekt der Hohlladung ausnutzte. Über politische Kontakte gelang es Thomanek, eine durchschlagene Versuchsplatte in Hitlers Münchner Privatwohnung zu platzieren und so auf sich aufmerksam zu machen. Wenige Wochen später wurde er eingeladen, am 28. November 1935 in Berlin seine Entwicklung der Reichsregierung vorzustellen. Die Präsentation des Tankgewehrs verlief nicht erfolgreich; der Zünder reagierte für die Hohlladung zu langsam und verhinderte den Durchschlag, außerdem hatte das Gewehr einen enormen Rückstoß. Trotzdem wurde der Wert der Konzeptes erkannt.
Thomanek setzte sein Studium der Technischen Physik an der Technischen Hochschule Berlin fort, die er 1938 als Diplomingenieur abschloss. Parallel arbeitete er an der Luftfahrtforschungsanstalt in Braunschweig. Am 4. Februar 1938 entdeckte er dort den Auskleidungseffekt bei Hohlladungen, welcher zu einer Steigerung der Durchschlagsleistung führte. Möglicherweise kam ihm der Schweizer Heinrich Mohaupt zuvor, der beanspruchte, diesen Effekt bereits im Spätjahr 1935 beobachtet zu haben. Allerdings ist das Datum von Mohaupts Entdeckung umstritten. Während sich bei Thomanek die Ereignisse durch Dokumente gut belegen lassen, ist man bei Mohaupt nur auf seine 1966 retrospektiv verfassten Berichte angewiesen. Thomanek ließ sich die ausgekleidete Hohlladung am 9. Dezember 1939 in Deutschland patentieren, 1943 folgte ein internationales Patent in Ungarn. Da die Luftfahrtforschungsanstalt nicht über die nötigen Hochgeschwindigkeitskameras verfügte, ging Thomanek im Mai 1938 an die Technische Akademie der Luftwaffe in Berlin-Gatow, wo er für Hubert Schardin arbeitete. Thomanek wollte, anstatt Grundlagenforschung zu betreiben, an konkreten Waffenprojekten arbeiten. Da die Vorgesetzten ihm dieses verwehrten, legte er Protest ein. Am Ende wurde er als Unruhestifter abgestempelt und verlor seine Anstellung. Thomanek arbeitete daraufhin in einer Unternehmensberatung und eignete sich betriebswirtschaftliches Wissen an. Im Jahre 1940 gründete Thomanek die Sprengstoff-Versuchs GmbH und war im Zweiten Weltkrieg an der Entwicklung und Herstellung fast aller deutscher Hohlladungen (z. B. für die Panzerfaust) beteiligt. 1944 wurde ihm aufgrund der Entwicklung auf dem Hohlladungsgebiet der Dr.-Fritz-Todt-Preis verliehen.
Nach dem Krieg fasste Thomanek zunächst in der Bauwirtschaft Fuß. 1955 kam aus dem politischen Bonn die Anfrage an Ludwig Bölkow, ob er Thomanek beschäftigen könnte und Thomanek wurde in der Bölkow-Entwicklungen KG angestellt. Thomanek entwickelte dort die Panzerabwehrrakete BO 810 COBRA sowie Flüssigkeitstriebwerke. 1958 war er für den Aufbau des Werkes Schrobenhausen verantwortlich, 1967 wurde er zum Geschäftsführer der Bölkow Apparatebau GmbH ernannt. Nach dem Zusammenschluss der Bölkow GmbH mit weiteren Unternehmen zur Messerschmitt-Bölkow-Blohm wurde Thomanek dort 1973 Leiter des Zentralbereiches Technik. Zum Ende dieses Jahres verließ er das Unternehmen in den Ruhestand.
Parallel zu der Tätigkeit bei Bölkow engagierte sich Thomanek an der Technischen Universität München. 1966 erhielt er einen Lehrauftrag für Ballistik, seit 1970 lehrte er dort als Honorarprofessor. 1980 promovierte er zum Doktoringenieur mit dem Thema Zur Kostenoptimierung von Trägerraketen am Lehrstuhl für Raumfahrttechnik.
Thomanek heirate 1947 Christa Römer; 1948 kam sein Sohn Franz Ulrich zur Welt.